# 포미닛의 비디오
《포미닛의 비디오》는 2015년 7월 6일부터 2015년 10월 12일까지 K-STAR에서 방송되었던 리얼 버라이어티 프로그램이다.

## 소개
생방송보다 더 리얼한 포미닛의 이야기! 포미닛을 위한 포미닛에 의한 포미닛만의 극사실주의 리얼 관찰카메라!

## 출연
- 남지현
- 허가윤
- 전지윤
- 김현아
- 권소현

## 방영목록
| 회차   | 방송일           |
| ------ | ---------------- |
| 제1회  | 2015년 7월 6일   |
| 제2회  | 2015년 7월 13일  |
| 제3회  | 2015년 7월 20일  |
| 제4회  | 2015년 7월 27일  |
| 제5회  | 2015년 8월 3일   |
| 제6회  | 2015년 8월 10일  |
| 제7회  | 2015년 8월 17일  |
| 제8회  | 2015년 8월 24일  |
| 제9회  | 2015년 8월 31일  |
| 제10회 | 2015년 9월 21일  |
| 제11회 | 2015년 9월 28일  |
| 제12회 | 2015년 10월 5일  |
| 제13회 | 2015년 10월 12일 |